# Фабула (театр)
Театр «Фабула» — аматорський театр Полтавського національного педагогічного університету імені В. Г. Короленка, який ставить вистави переважно західноєвропейських авторів на середньовічну тематику.

## Історія створення
Поштовхом до створення театру на базі історичного факультету ПНПУ імені В. Г. Короленка стало відтворення японської чайної церемонії, організоване викладачем кафедри всесвітньої історії та методики викладання історії Н. Бесєдіною. Переодягнені дівчата давали дегустувати чай, декламувалися вірші.. Через те, що історики відверто мало знають епохи через стилі мистецтва, театр для спеціаліста історичного профілю був визначений необхідною складовою професійного зростання.
Виходячи зі специфіки театру, перша назва пропонувалася «Медіум Темпеста», що в перекладі означає «середні віки». Однак, згодом за студентської ініціативи за колективом закріпилася назва «Фабула». Перший виступ театру відбувся 12 квітня 2006 р. з «Норманською сагою» Генріка Ібсена та середньовічним французьким фарсом «Пан Пантелен». Третя постановка була сценічною імпровізацією — зустріч із середньовічним поетом Франсуа Війоном у таверні «Чорний баран». Театр одразу був прийнятий публікою. Першою великою постановкою колективу стала п'єса Бенджаміна Джонсона «Тричі переплисти Темзу».

## Репертуар
Головна тематика вистав театру — події епохи середньовіччя, проте, час від часу актори грають у виставах, що зображають добу Античності, Відродження, XIX та ХХ століть..
- 2006 — «Норманська сага» (Генрік Ібсен)
- 2006 — середньовічний фарс «Пан Пантелен»
- 2007 — «Атлантида» (за твором (О. Бердника «Подвиг Вайвасвати»)
- 2007 — «Нехай не згине княжий рід!»
- 2007 — «Гастінгс» (Дж. Роуслі)
- 2008 — «Останнє кохання Соломона» (О. Купрін)
- 2008 — «Хан Аспарух» (Б. Калайков)
- 2009 — «Він пришов» (Дж. Прістлі)

- 2010 — «Постріл у Голлівуді»

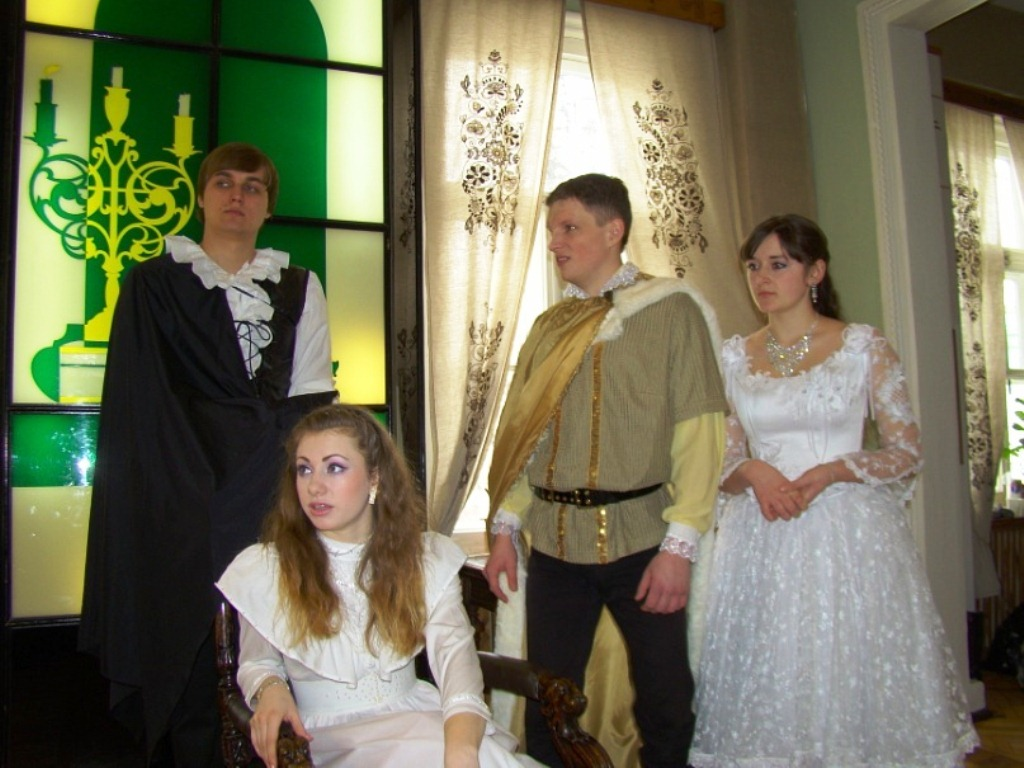
«Орфей великого Неаполя», 2011

- 2010 — «Коли єпископу вклонявся Папа Римський» (А. Реале)[7]
- 2010, 2011, 2015 — «Графиня Водзинська» (Ж. Дюфур)[8] [9] [10]
- 2011 — «Орфей великого Неаполя» (А. Різе)
- 2012 — «Вибачте, Ви помилилися номером» (Л. Флетчер)[11]
- 2012 — «Дініш Лаврадор» (Р. М. Підаль).
- 2013 — «Мазепа і Станіслав» (Г. Чілгрен).
- 2013 — "Горьківці" (за "Педагогічною поемою" А. Макаренка)[12]
- 2013 — драма "Нефертіті, цариця Єгипту"  (Р. Арділа-І-Арділа)
- 2014 — драма "І час збереже таємницю..."  В. Дунін-Мартинкевич)
- 2014 — трагедія "Педро Кастильський"  (Р. М. Підаль
- 2015 — драма "Вашингтонська історія" ( Елберт Карр)
- 2015 — драма "Перша любов Котляревського"  (В. Савіно)в [13]
- 2015 — сага "Доньки Олафа Хрестителя "  (Ю. Г. Чельгрен)[14]
- 2016 — драма "Солуніські брати" (Б. Калайков) [15]
- 2016 — драма "Амадей"  (Пітер Шеффер[16]
- 2016 — драма "Поет і цар" (Адбулло Хайріддіні)[17]
- 2016 — драма "Арраський горбань" (Фелісьян Марсо)
- 2017 — драма "Прованська казка" (Олександр Лук'яненко, Прованська казка: драма-перегук на дві дії (за мотивами «Доньки короля Рене» Генріка Герца)

## Акторський склад
Станом на 2012 рік.
| Актор                | Ролі у театрі |
| -------------------- | --- |
| Петро Баранець       | Гарольд Гардрат («Гастінгс»), Доброгост («Хан Аспарух»), Святий Леандр («Коли єпископу вклонявся Папа Римський»), Граф Водзинський («Графиня Водзинська»), Папа Пій V («Орфей великого Неаполя»), професор Еванс («Вибачте, Ви помилилися номером»), Дініш Лаврадор («Дініш Лаврадор») |
| Олександр Бондаренко | Жюль Дюфур («Графиня Водзинська»), Філіпп ІІ Габсбург («Орфей великого Неаполя»), доктор Александр («Вибачте, Ви помилилися номером»), Гійом де Ногаре («Дініш Лаврадор») |
| Ірина Денисовець     | Свята Флорентіна Севільська («Коли єпископу вклонявся Папа Римський»), Графиня Водзинська («Графиня Водзинська»), Елеонора Толедська («Орфей великого Неаполя»), Леона Стівенсон («Вибачте, Ви помилилися номером»), Марія де Моліна («Дініш Лаврадор») |
| Олег Гончарко        | Містер Немо («Вибачте, Ви помилилися номером»), Едуард І («Дініш Лаврадор») |
| Ірина Запека         | Теодора («Коли єпископу вклонявся Папа Римський»), Марія ді Орозі («Орфей великого Неаполя»), секретарка місс Дженінгс Еванс («Вибачте, Ви помилилися номером»), Свята Ізабелла («Дініш Лаврадор») |
| Григорій Кіблицький  | Папа Боніфацій ІІІ («Коли єпископу вклонявся Папа Римський»), Чезаре д'Есте («Орфей великого Неаполя»), Папа Климент V («Дініш Лаврадор») |
| Любов Козуля         | Королева Теодолінда («Коли єпископу вклонявся Папа Римський»), Лукреція Ломелліні («Орфей великого Неаполя»), телефоністка («Вибачте, Ви помилилися номером»), Елеонора де Моліна («Дініш Лаврадор») |
| Станіслав Коряк      | Джимм Коттерел («Вибачте, Ви помилилися номером»), король Педро Аргонський («Дініш Лаврадор») |
| Марина Лебединська   | Едіт Лебедина шия («Гастінгс»), Добронрава («Хан Аспарух»), цариця Астіс («Останнє кохання Соломона»), Хімена Мазіні (Франческа) («Дініш Лаврадор») |
| Олександр Лук'яненко | Едуард Сповідник («Гастінгс»),Ровоам («Останнє кохання Соломона»), літописець Феофан («Хан Аспарух»), Ісидор Севільський («Коли єпископу вклонявся Папа Римський»), Фридерик Шопен («Графиня Водзинська»), композитор Алесандро Страделла («Орфей великого Неаполя»), Генрі Стівенсон («Вибачте, Ви помилилися номером»), Санчо IV Кастильський («Дініш Лаврадор», король Речі Посполитої Станіслав Лещинський, Антон Макаренко (драма "Горьківці"), фараон Аменхотеп IV Ехнатон (драма "Нефертіті, цариця Єгипту" , Великий князь київський Ізяслав (драма "І час збереже таємницю..."), король Кастилії Педро (трагедія "Педро Кастильський"), журналіст Том Бартон (драма "Вашингтонська історія"), Іван Петрович Котляревський (драма "Перша любов Котляревського" ), Канут Великий (сага "Доньки Олафа Хрестителя"), пастор Віхінг (драма "Солуніські брати"), Вольфганг Амадей Моцарт (драма "Амадей"), Фірдоусі (драма "Поет і цар"), Рауль та Робер - герцоги Бургундські ("Прованська казка" за мотивами "Доньки короля Ренге") |
| Віталій Мірошниченко | містер Морано («Вибачте, Ви помилилися номером»), Жак де Моле («Дініш Лаврадор») |
| Сергій Мошенко       | маленький Ісидор Севільський («Коли єпископу вклонявся Папа Римський»), кардинал Сірлетто («Орфей великого Неаполя»), детектив Даффі («Вибачте, Ви помилилися номером»), Філіпп Красивий («Дініш Лаврадор») |
| Роман Ритченко       | працівник моргу («Вибачте, Ви помилилися номером»), Раміро де Альбеніс («Дініш Лаврадор») |
| Ольга Федорченко     | Леонтія («Коли єпископу вклонявся Папа Римський»), Жорж Санд («Графиня Водзинська»), Франческа Бассі («Орфей великого Неаполя»), Саллі Лорд («Вибачте, Ви помилилися номером»), черниця Хільдегарда («Дініш Лаврадор») |

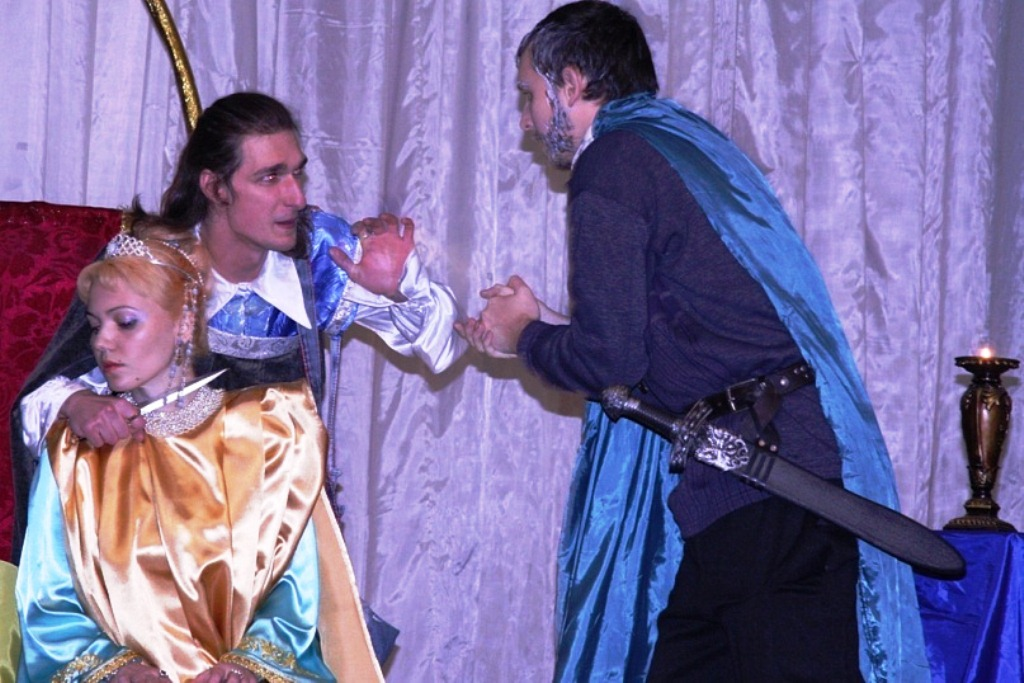
«Хан Аспарух», 2008

З рецензії-відгуку на виставу театру «Фабула» «Хан Аспарух» на Міжнародному конкурсі «Театральні горизонти-2008»:

| "...коло проблем надає розгортанню конфлікту драми особливого динамізму, яскраво вираженої сценічності, відкриває широкі можливості пошуку художньо-театральних засобів їх розв’язання, що, певне, й привернуло увагу «Фабули» та її керівника кандидата педагогічних наук, доцента І.В.Цербій. Одразу зауважимо: вистава цьому дружньому, злагодженому колективу не просто вдалася, а засвідчила його високий, максимально близький професійному, рівень. Досягнуто цього завдяки глибинно-філософському прочитанню характерів героїв і змісту твору загалом, вдалому добору виконавців ролей та продуманій сукупності художньо-естетичних засобів сценічного втілення ідейно-тематичного спрямування драми і творчого задуму режисера. Психологічно напружена емоційно-смислова палітра вистави вдало передає духовних світ героїв, драматичну напругу розгортання конфлікту і сюжету твору, сценічне становлення характерів, динаміку вираження їх змісту, отже й усю сукупність поглядів Б.Калайкова на зображувані події, художньо-філософське осмислення ним доби, у якій протікає дія драми. Доктор філологічних наук, Олексій Вертій[18] |

## Географія виступів театру

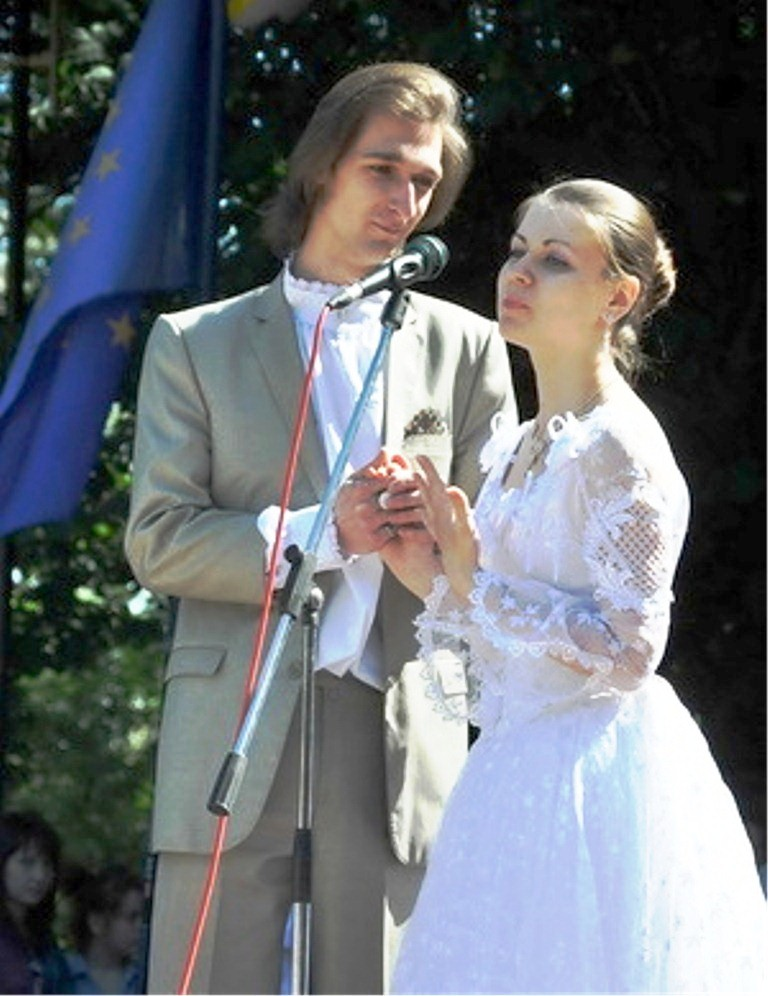
«Графиня Водзинська», 2011

- Гадяч
- Дніпро (місто)
- Київ
- Кременчук
- Павлоград
- Пирятин
- Полтава
- Суми

## Нагороди
- Диплом І ступеня за найкраще музичне оформлення драматичного твору Міжнародного конкурсу «Мельпомена-2006»
- Диплом ІІ ступеня Міжнародного конкурсу «Мельпомена-2006»[19].
- Диплом ІІ ступеня найкращому виконавцю чоловічої ролі О. Федюну Міжнародного конкурсу «Мельпомена-2006»
- Диплом ІІІ ступеня за найкращий акторський ансамбль Міжнародного конкурсу «Мельпомена-2006»
- Диплом ІІІ ступеня за найкращу режисуру Міжнародного конкурсу «Мельпомена-2006»[20].
- Диплом І ступеня Полтавського регіонального конкурсу «Золота пектораль — 2007»
- Гран-прі за найкращу головну роль В. Волощенку Міжнародного конкурсу «Театральні горизонти 2008»
- Диплом ІІ ступеня Міжнародного конкурсу «Театральні горизонти 2008»
- Полтавська обласна премія імені І. П. Котляревського, 2009[21]
- Найкращий акторський дует В. Волощенка та О. Федорченко (Конкурс професійних театральних колективів "Веснянка фантазія", Гадяч, 2009)
- Диплом лауреата міжнародного конкурсу-огляду «Світло життя», 2009
- Диплом ІІ ступеня Міжнародного конкурсу «Театральні горизонти 2013»
- Диплом ІІ ступеня за найкращий акторський дует П. Баранця та О. Лук'яненка Міжнародного конкурсу «Театральні горизонти 2013»
- Диплом ІІ ступеня О. Лук'яненку за найкращу чоловічу роль Всеукраїнського конкурсу театрального мистецтва «Слобожанська фантазія-2014» Суми) [22]
- Диплом ІІІ ступеня Всеукраїнського конкурсу театрального мистецтва «Рампа-2014» (Дніпропетровськ)
- Диплом І ступеня за найкращий акторський ансамбль Міжнародного конкурсу «Театральні горизонти 2016» (Київ)[23]
- Диплом ІІІ ступеня за найкращий акторський дует О. Лук’яненка та О. Бондарека Всеукраїнського конкурсу професійних театральних колективів «Слобожанська фантазія-2016» (Суми)
- Диплом ІІ ступеня за найкращий акторський колектив Всеукраїнського конкурсу професійних театральних колективів «Слобожанська фантазія-2016» (Суми)
- Гран-прі Міжнародного конкурсу «Фестивальний марафон-2016» (Дніпро)[24]